# Diago
Diago is een gemeente (commune) in de regio Koulikoro in Mali. De gemeente telt 9400 inwoners (2009).